# Ixora
Іксора (Ixora) — рід рослин родини маренові (Rubiaceae).

## Будова

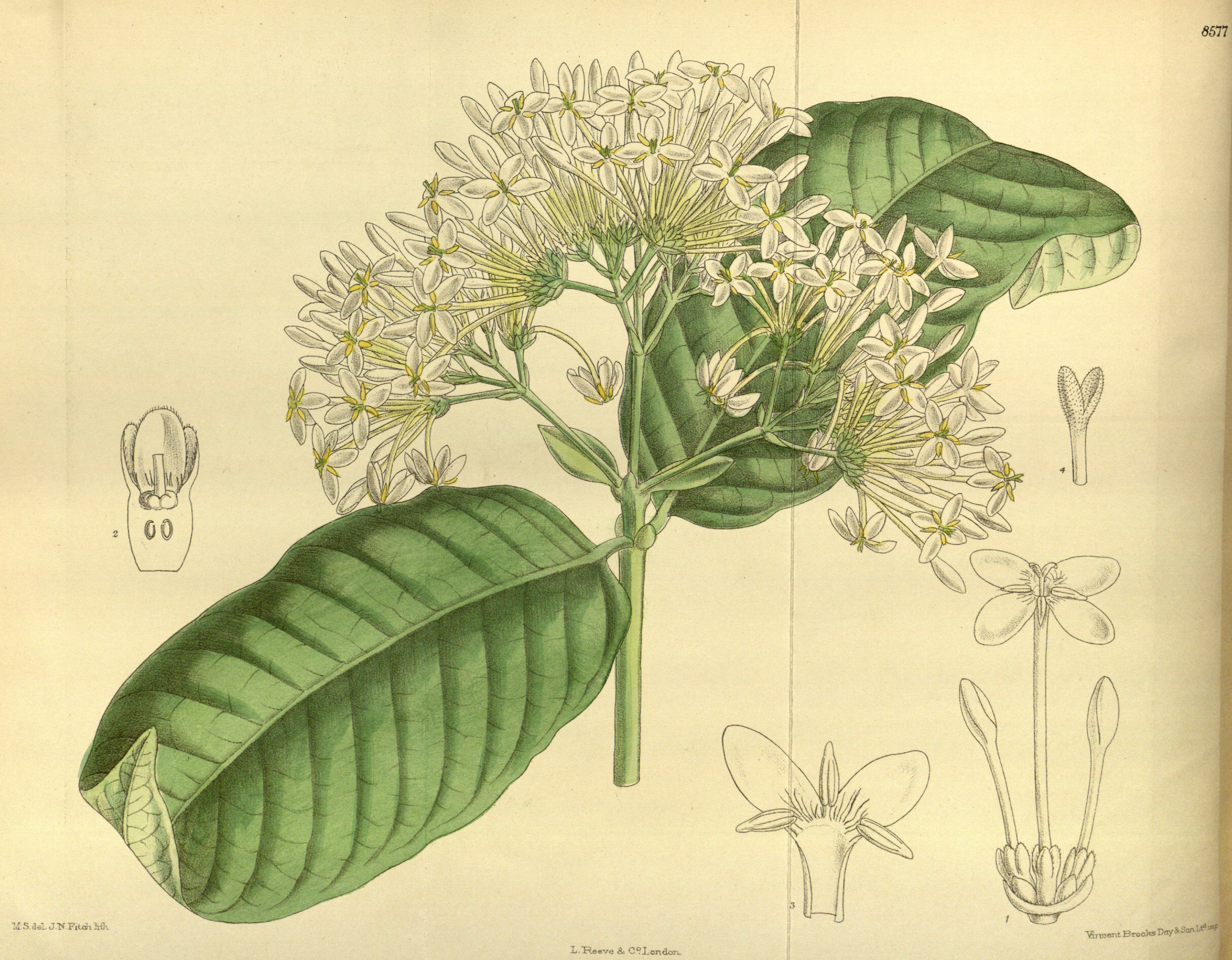
Ixora umbellata

Вічнозелені чагарники та дерева з великими декоративними суцвіттями.

## Класифікація
Налічується близько 545 видів.

### Поширені види
- Ixora albersii K.Schum.
- Ixora beckleri Benth.
- Ixora brevipedunculata Fosberg
- Ixora calycina Thwaites
- Ixora coccinea L.
- Ixora elongata B.Heyne ex G.Don
- Ixora foliosa Hiern
- Ixora johnsonii Hook.f.
- Ixora jucunda Thwaites
- Ixora lawsonii Gamble
- Ixora malabarica (Dennst.) Mabb.
- Ixora margaretae (N.Hallé) Mouly & B.Bremer
- Ixora marquesensis F.Br.
- Ixora moorensis (Nadeaud) Fosberg
- Ixora nigerica Keay
- Ixora nigricans R.Br. ex Wight & Arn.
- Ixora ooumuensis J.Florence
- Ixora pavetta
- Ixora pudica Baker
- Ixora raiateensis J.W.Moore
- Ixora raivavaensis Fosberg
- Ixora saulierei Gamble
- Ixora setchellii Fosberg
- Ixora st.-johnii Fosberg
- Ixora stokesii F.Br.
- Ixora temehaniensis J.W.Moore
- Ixora umbellata Valeton ex Koord. & Valeton
- Ixora chinensis  Lam.

## Поширення та середовище існування
Поширені в тропічній зоні різних континентів. Найбільше видів зустрічається в Азії.

## Практичне використання
Ixora coccinea вибаглива кімнатна рослина, що потребує стабільної високої температури, високої вологості повітря, періоду покою після цвітіння. При правильному догляді може квітнути великими суцвіттями білого, жовтого, рожевого та червоного кольору.

## Галерея

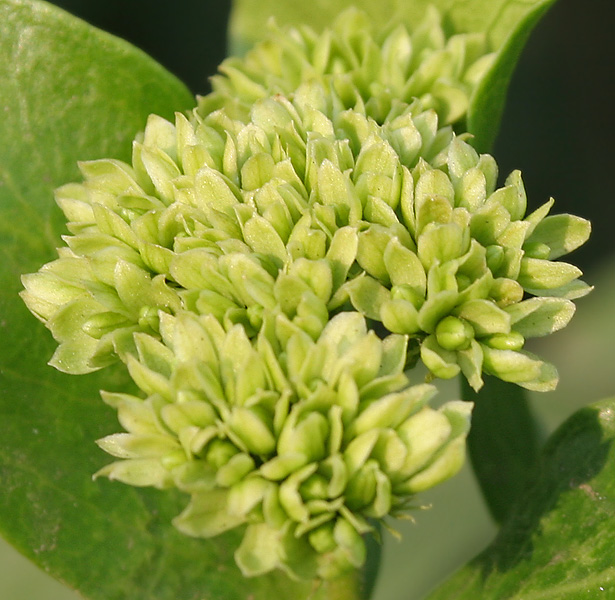
Ixora pavetta
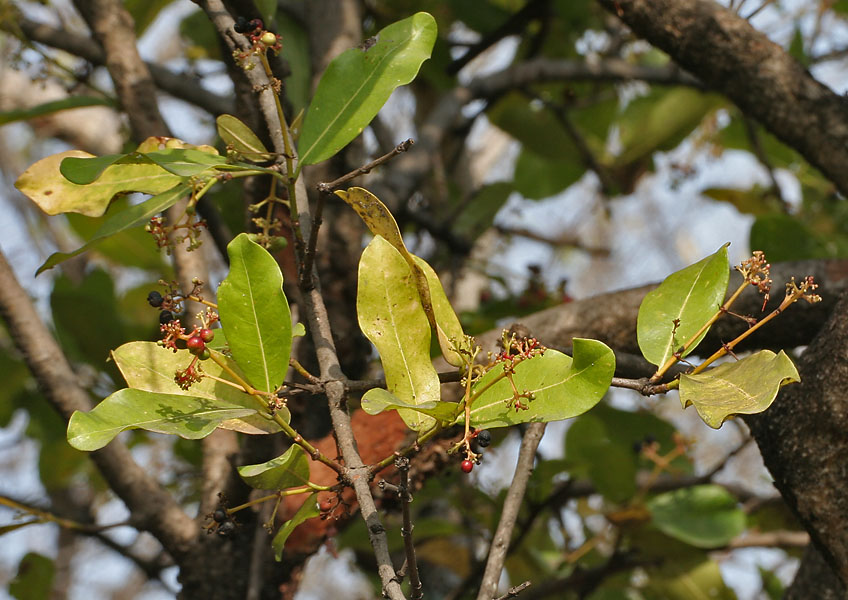
Ixora pavetta
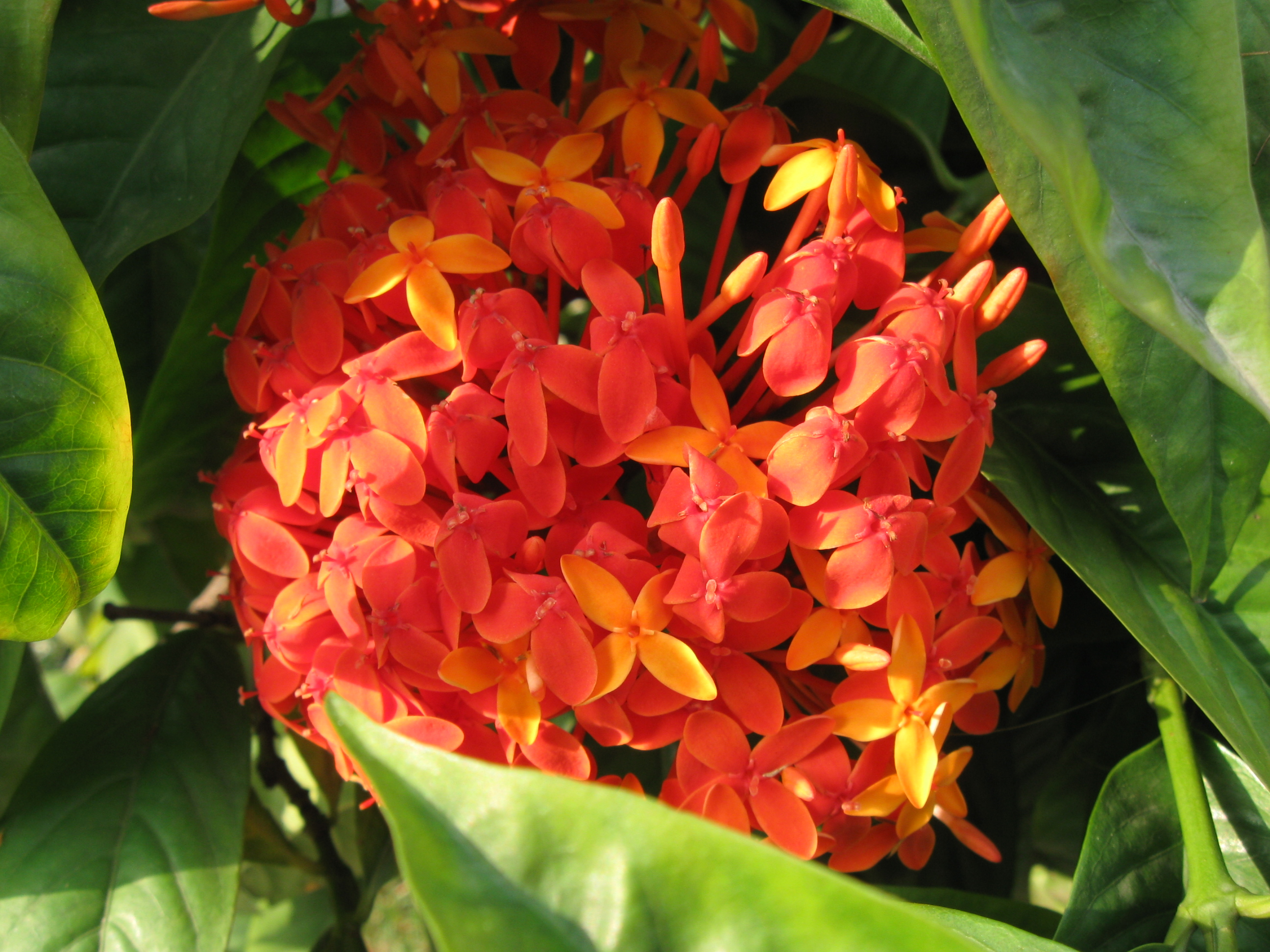
Ixora pavetta
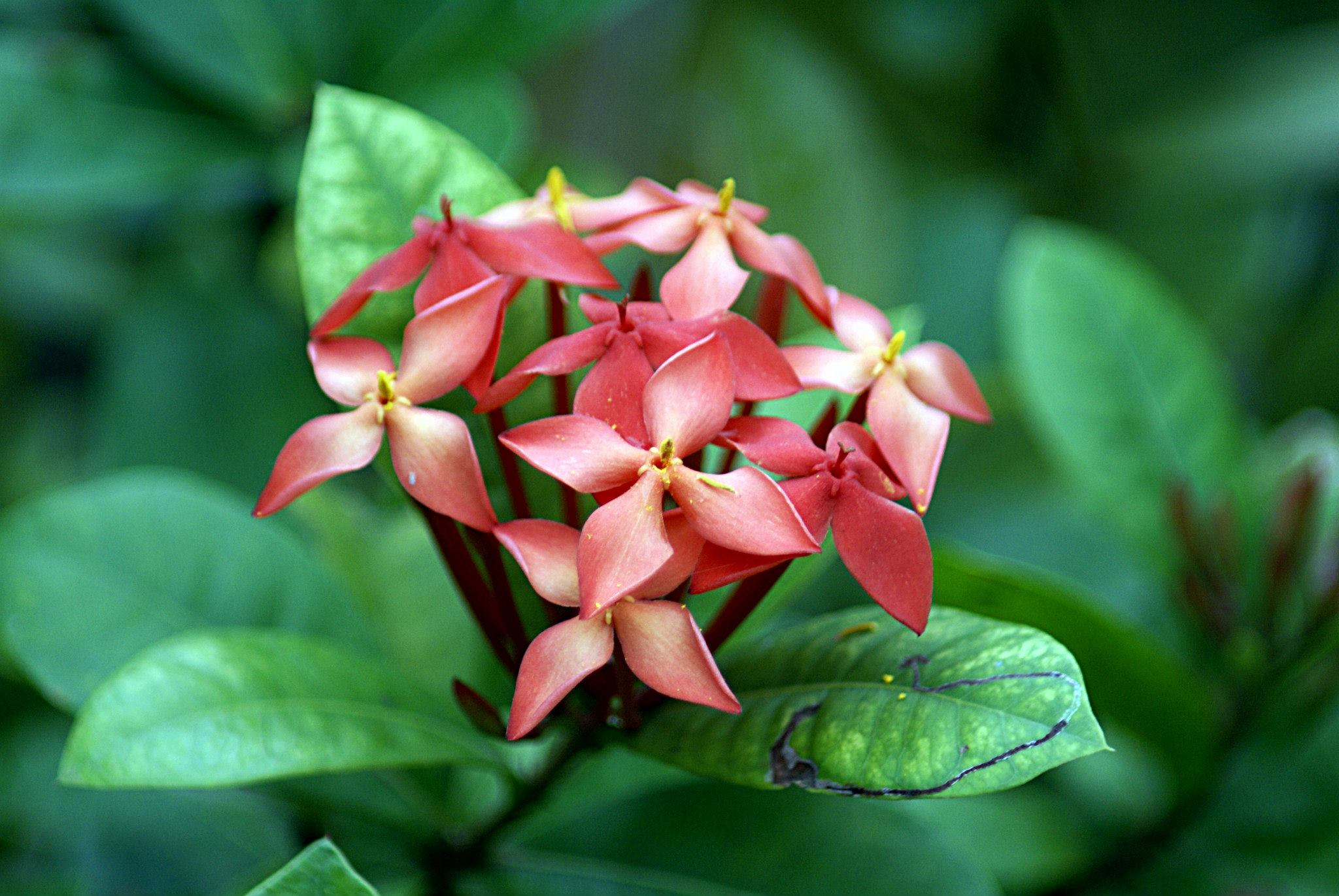
Ixora coccinea
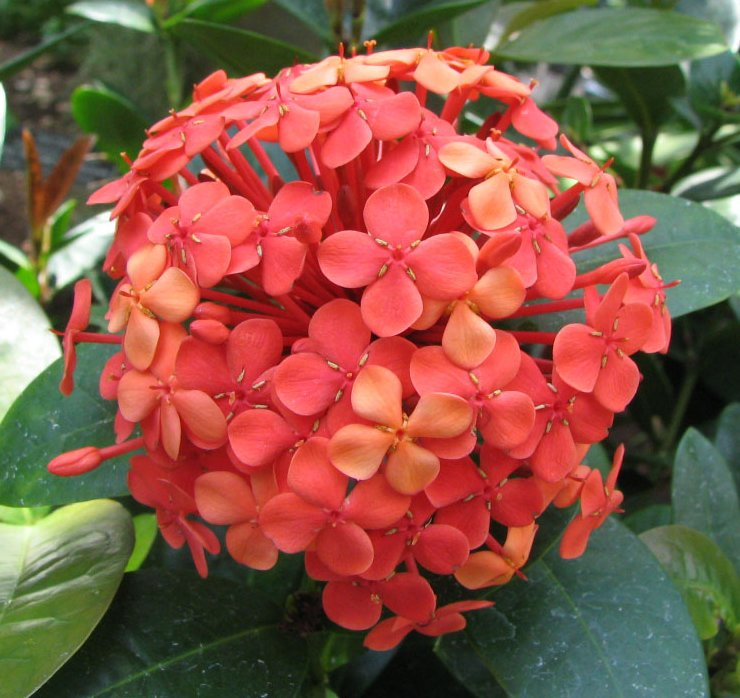
Ixora coccinea
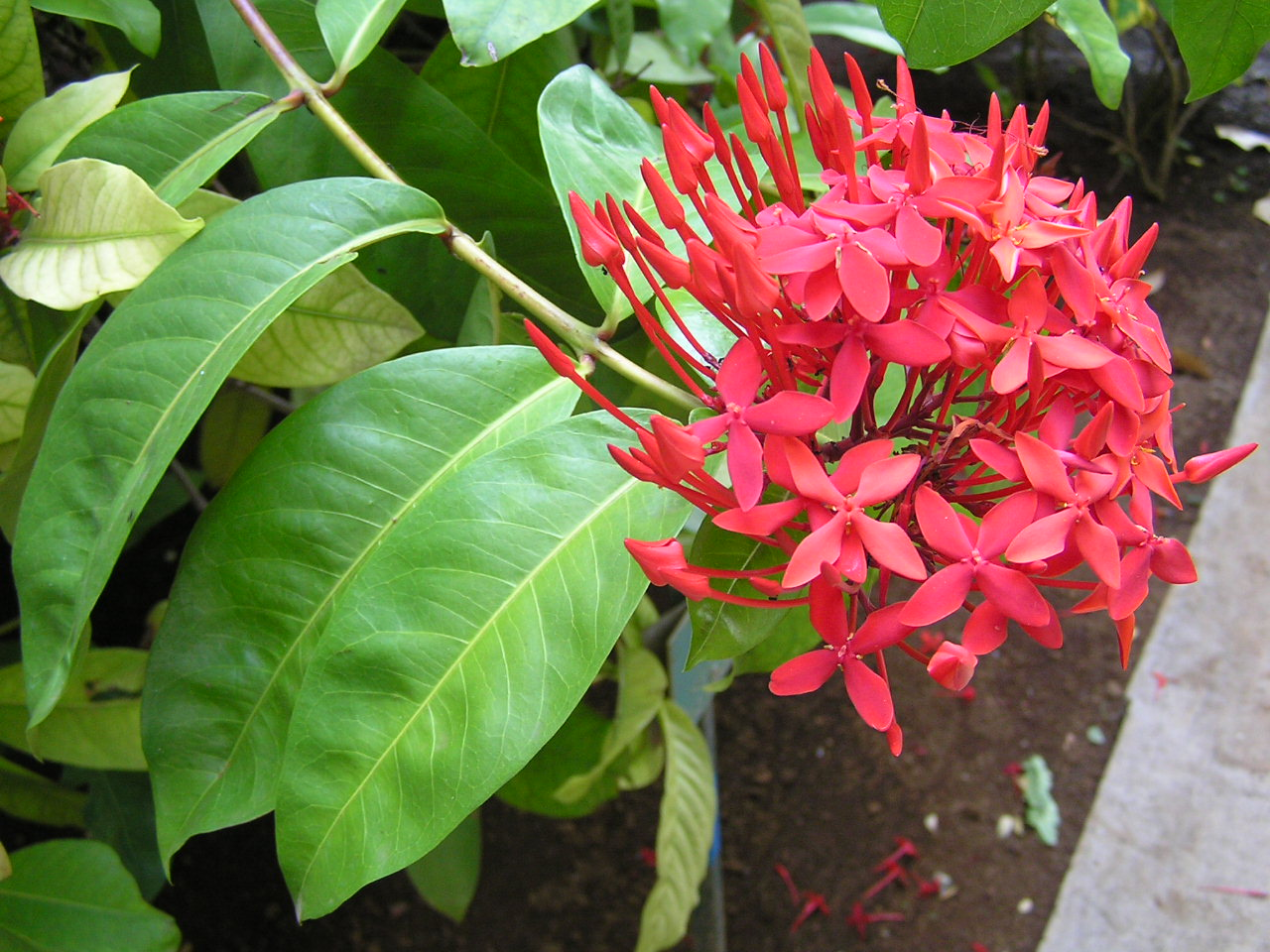
Ixora coccinea
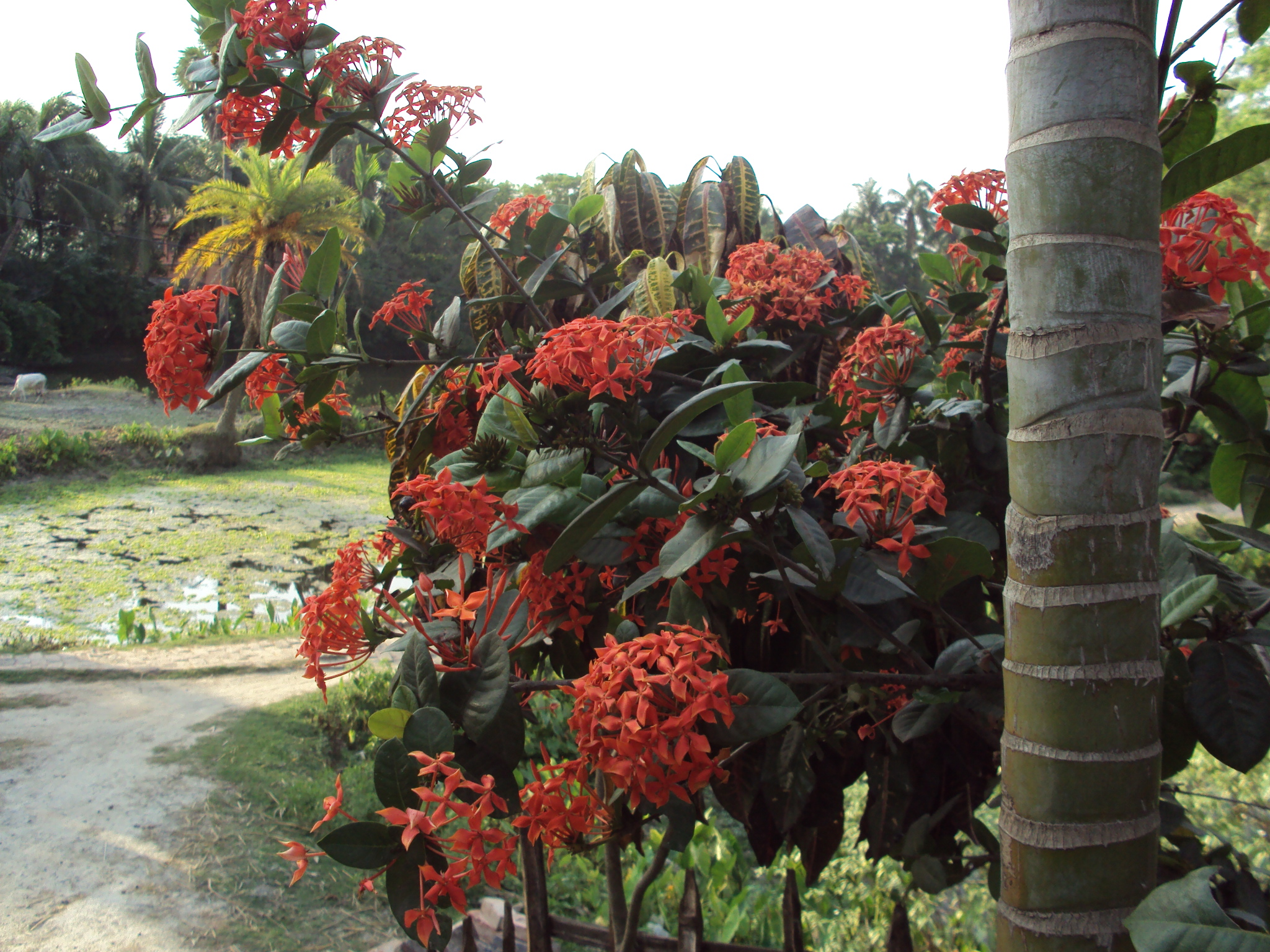
Ixora coccinea
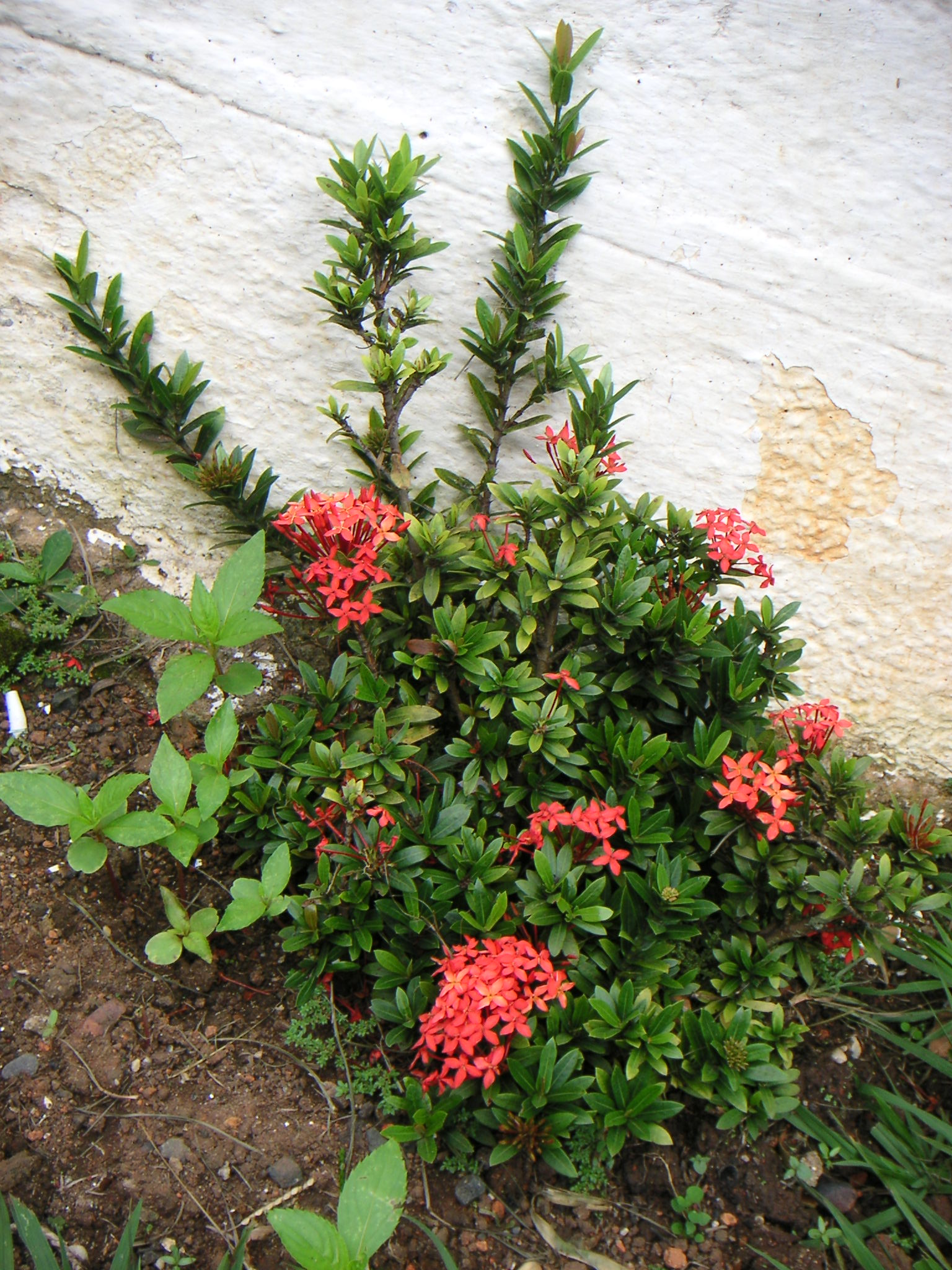
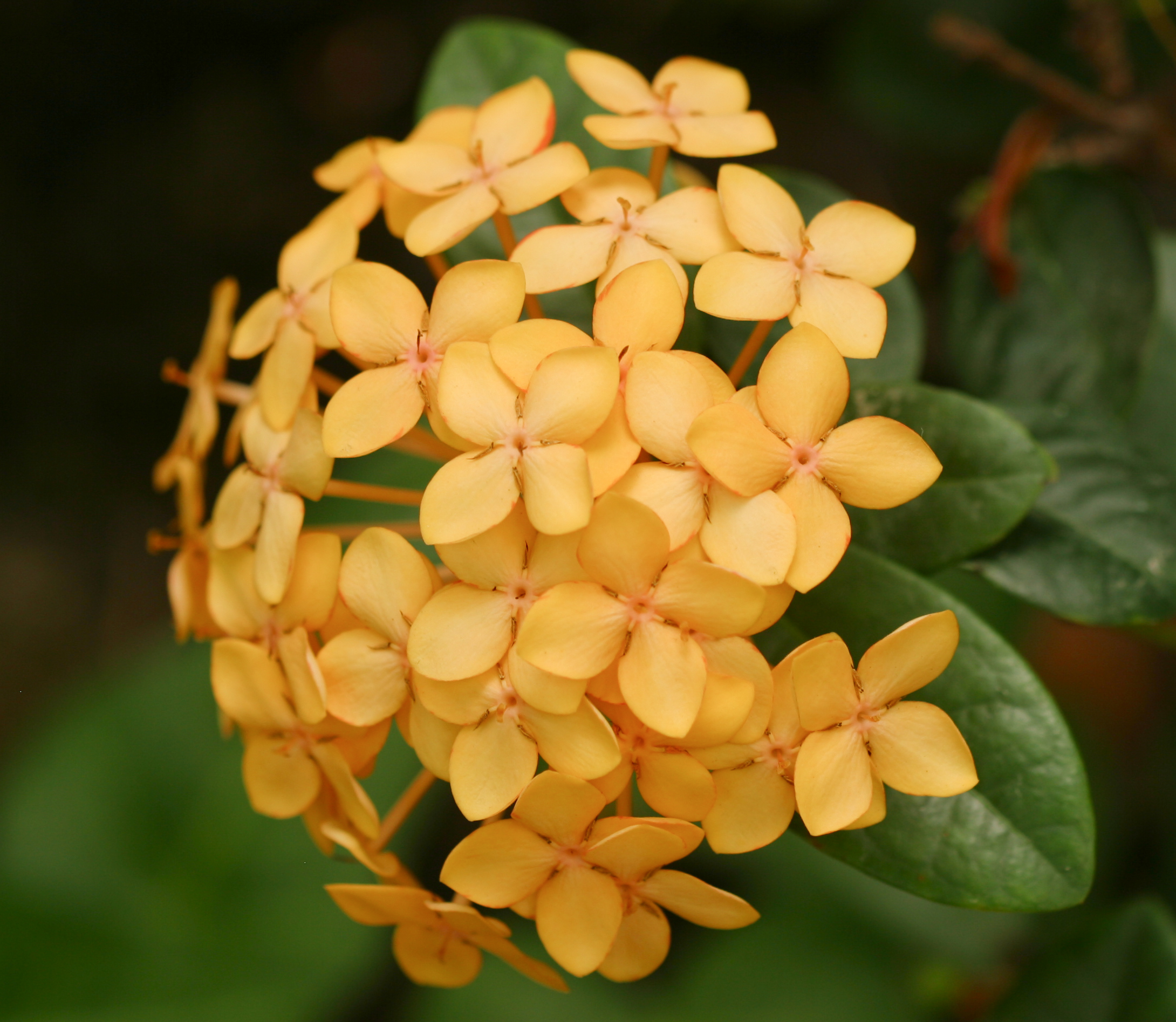
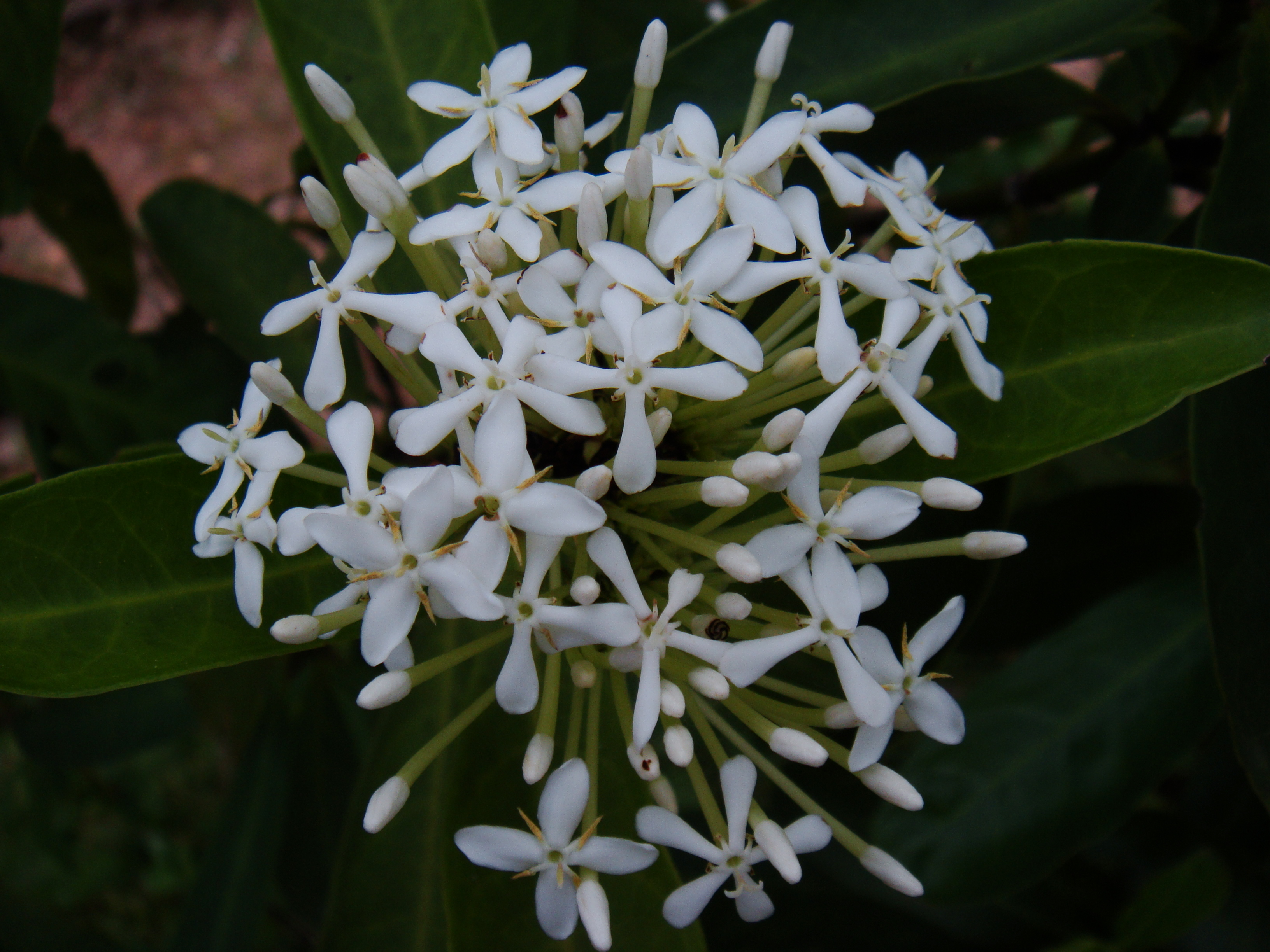
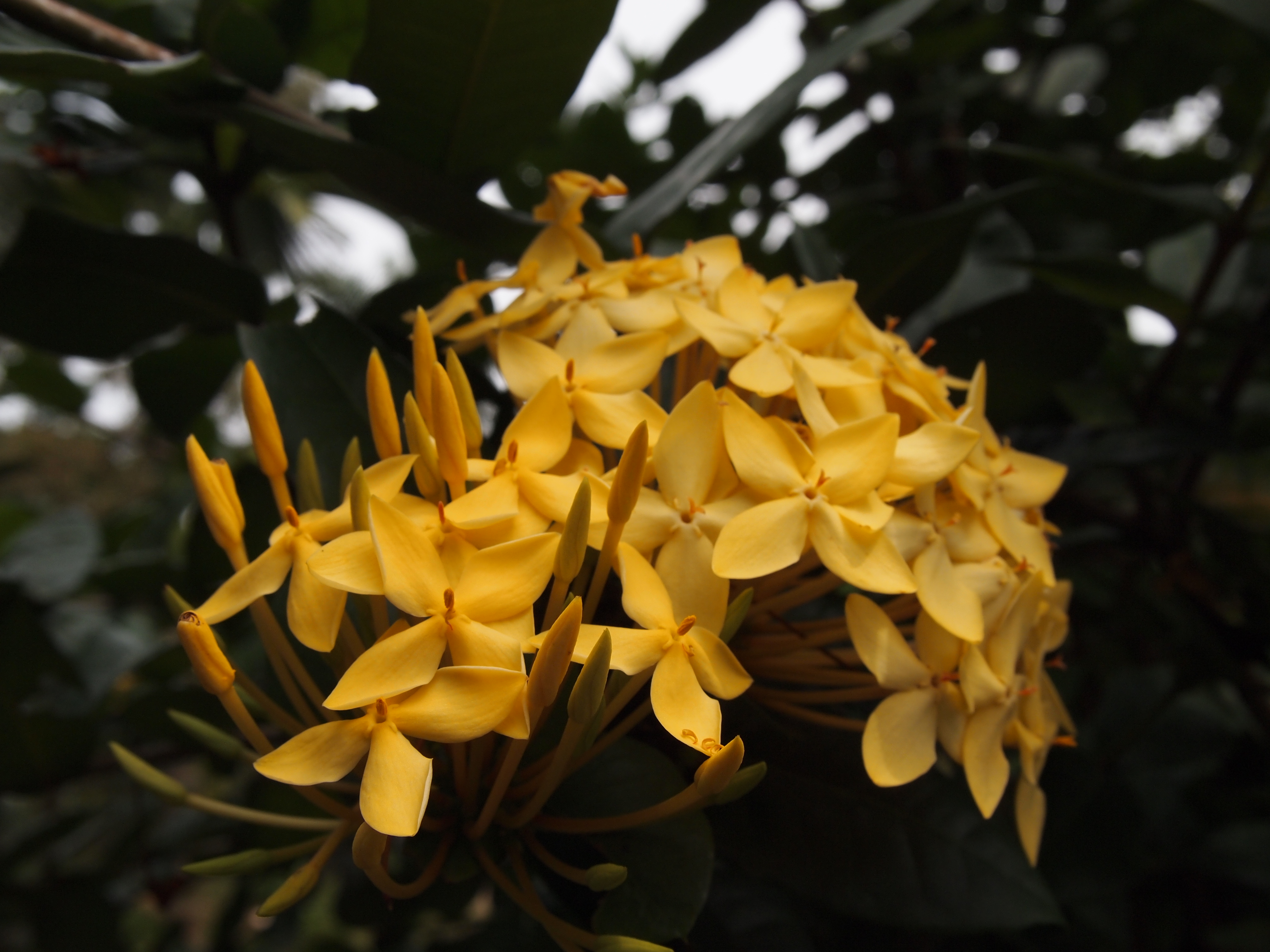
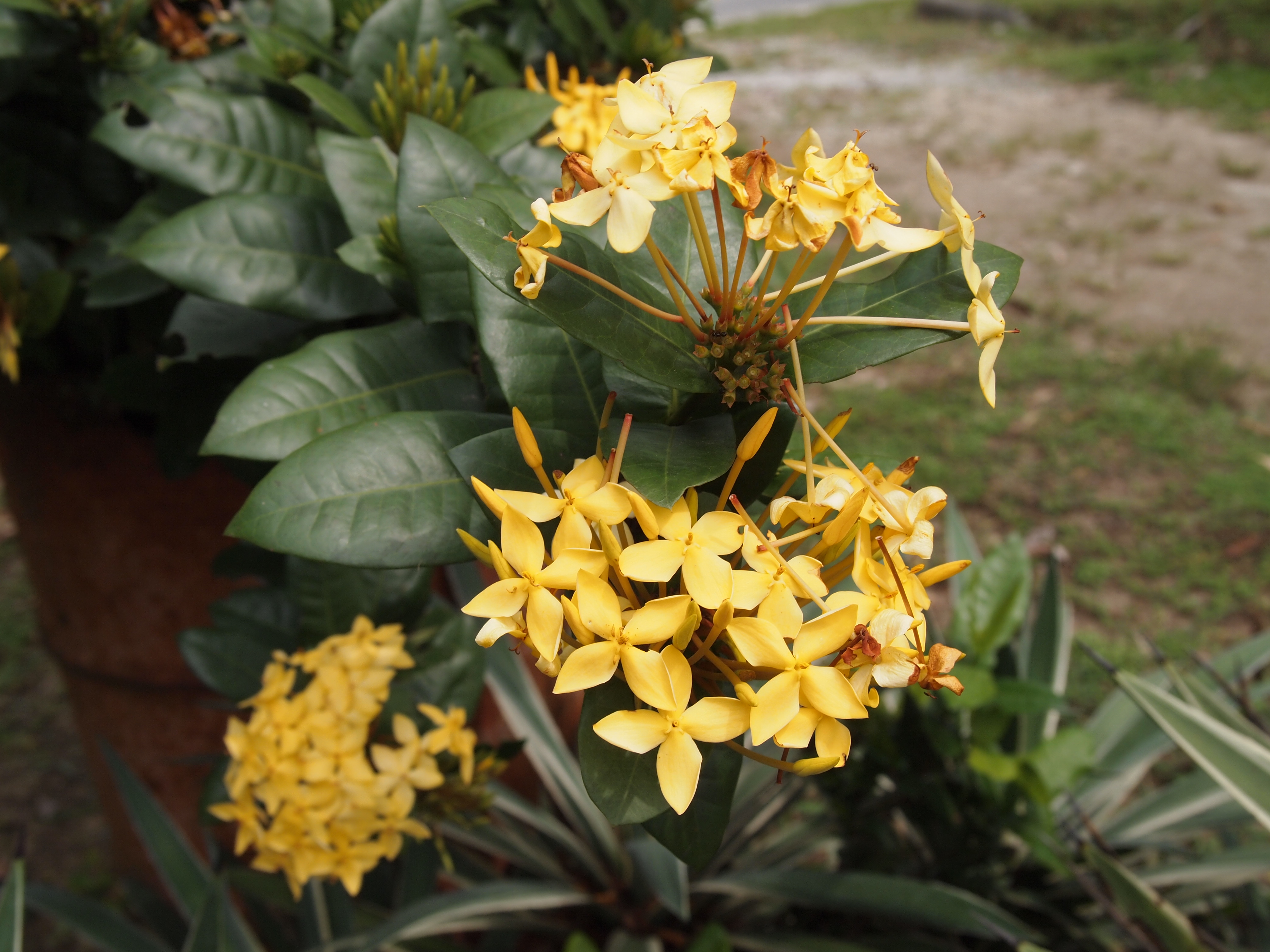
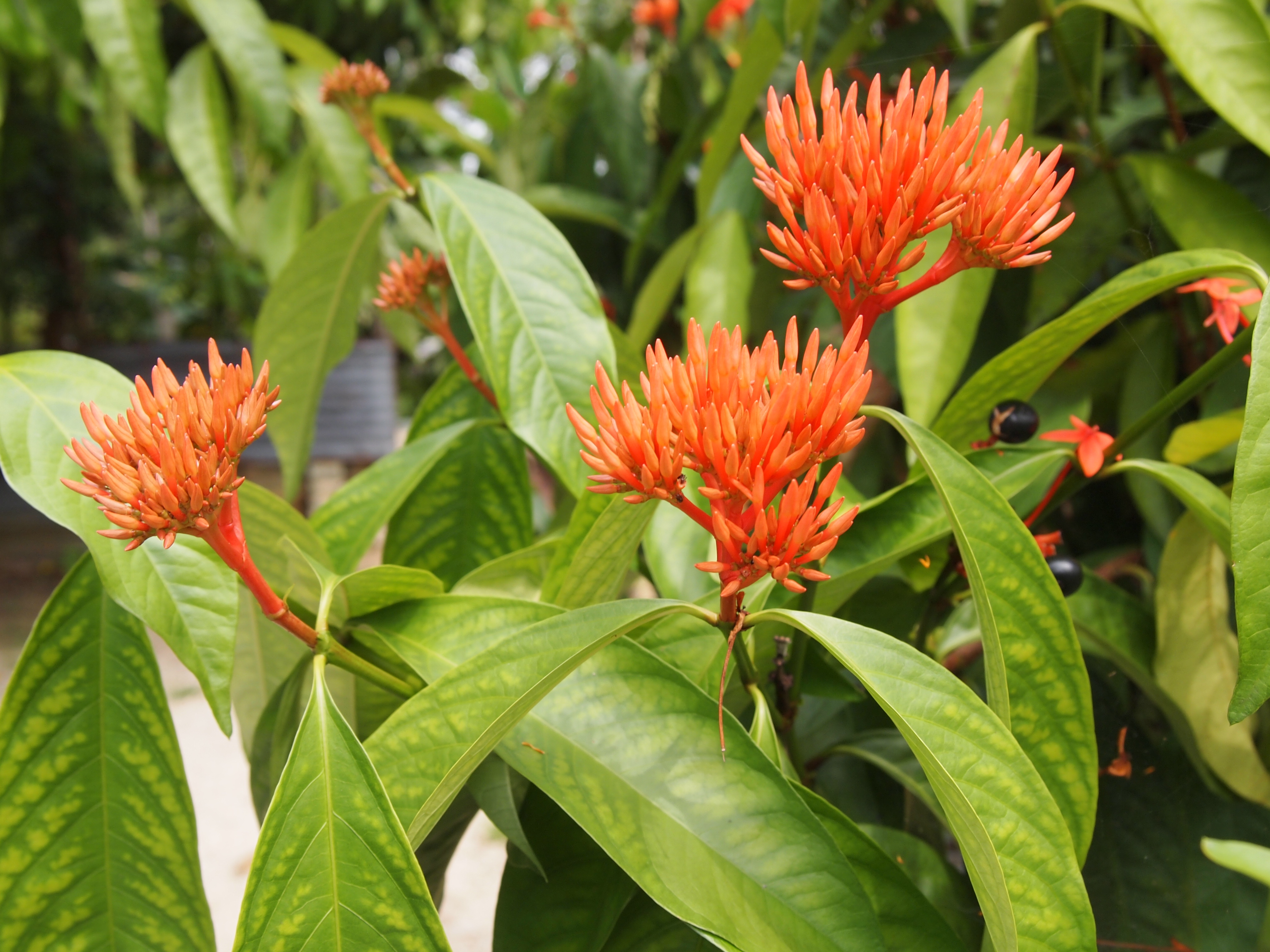
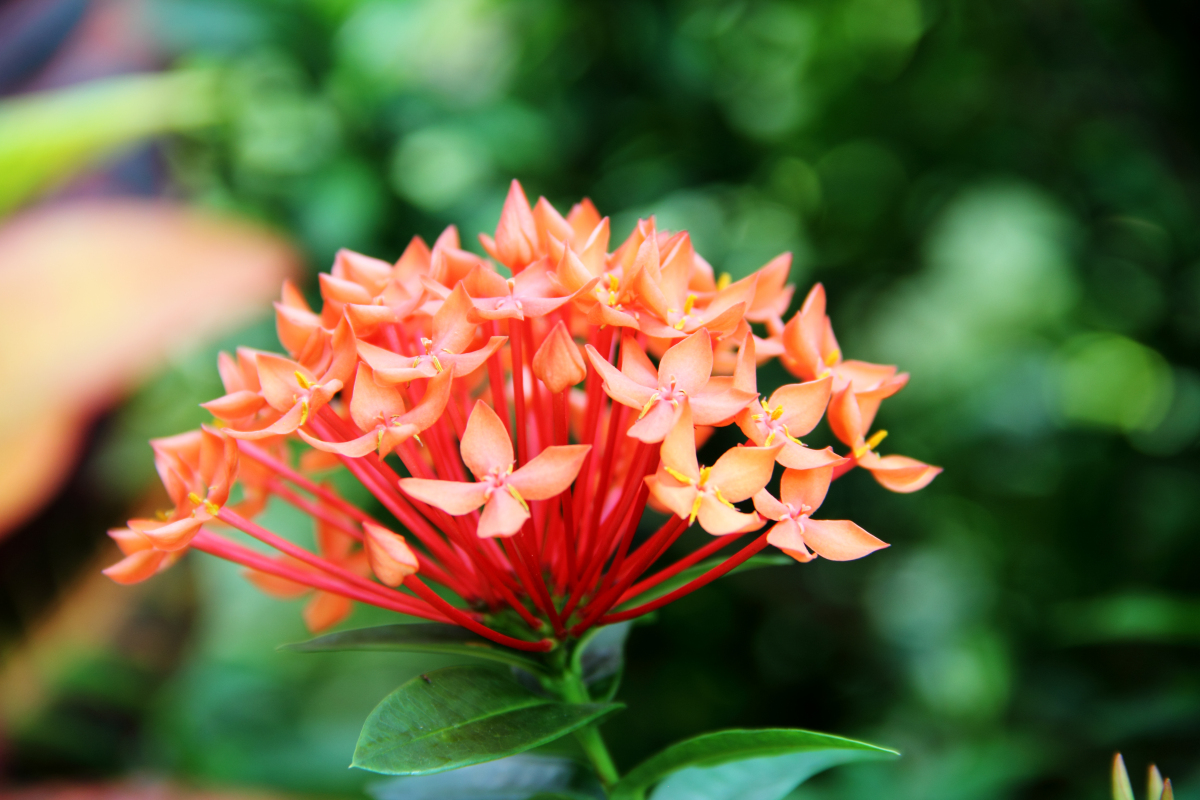
Ixora chinensis
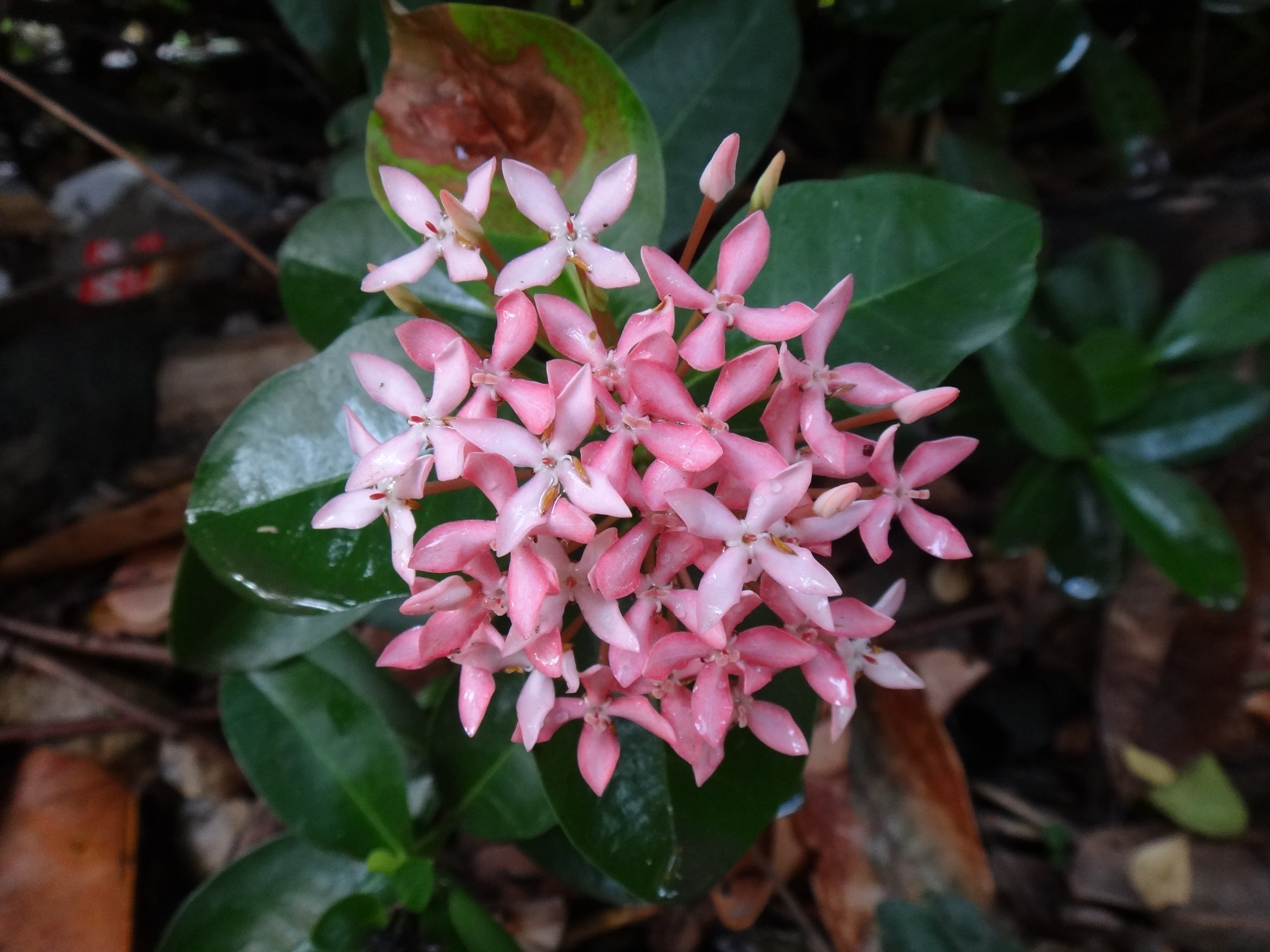
біло-рожева Ixora
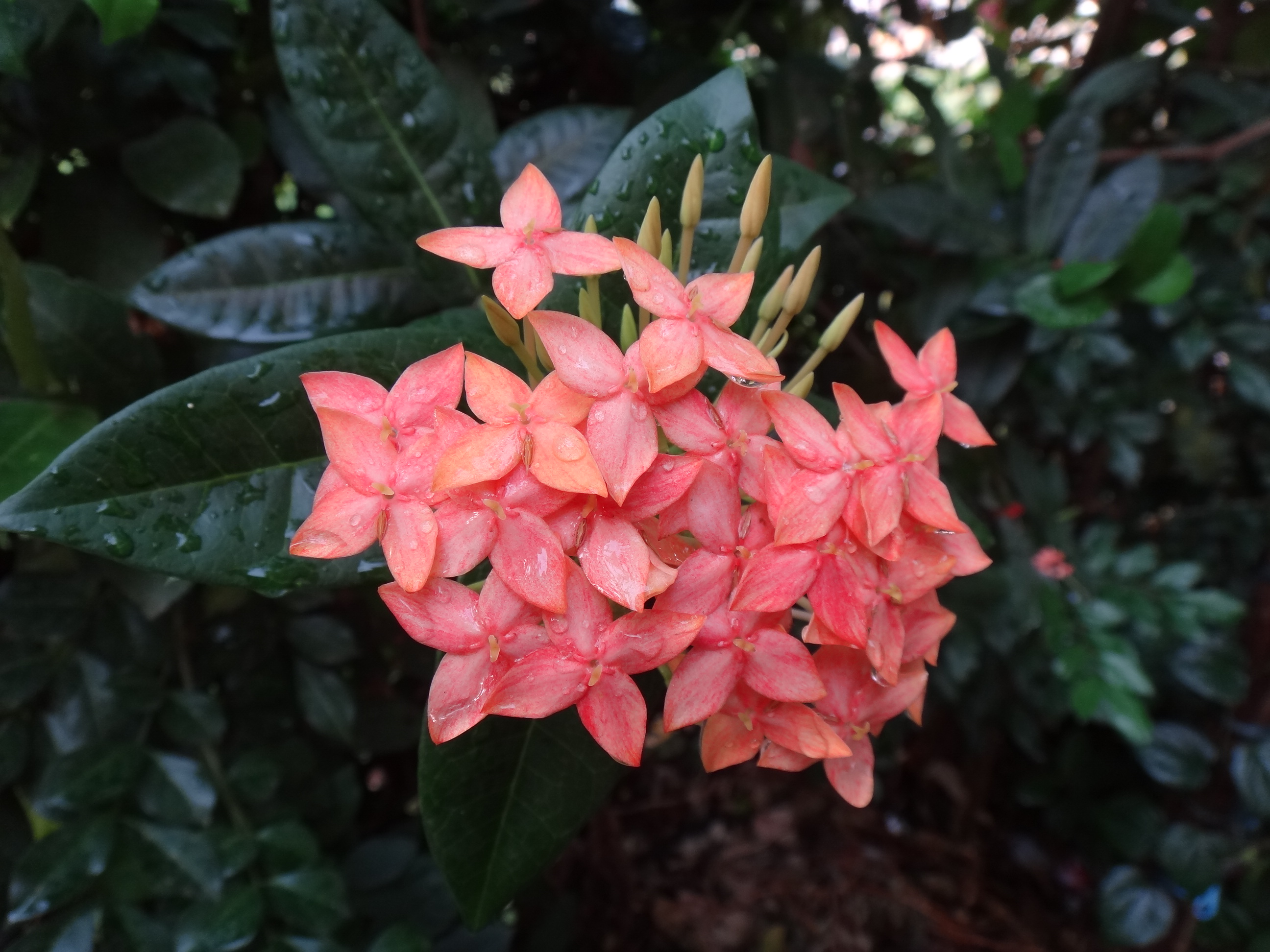
рожево-оранжева ixora
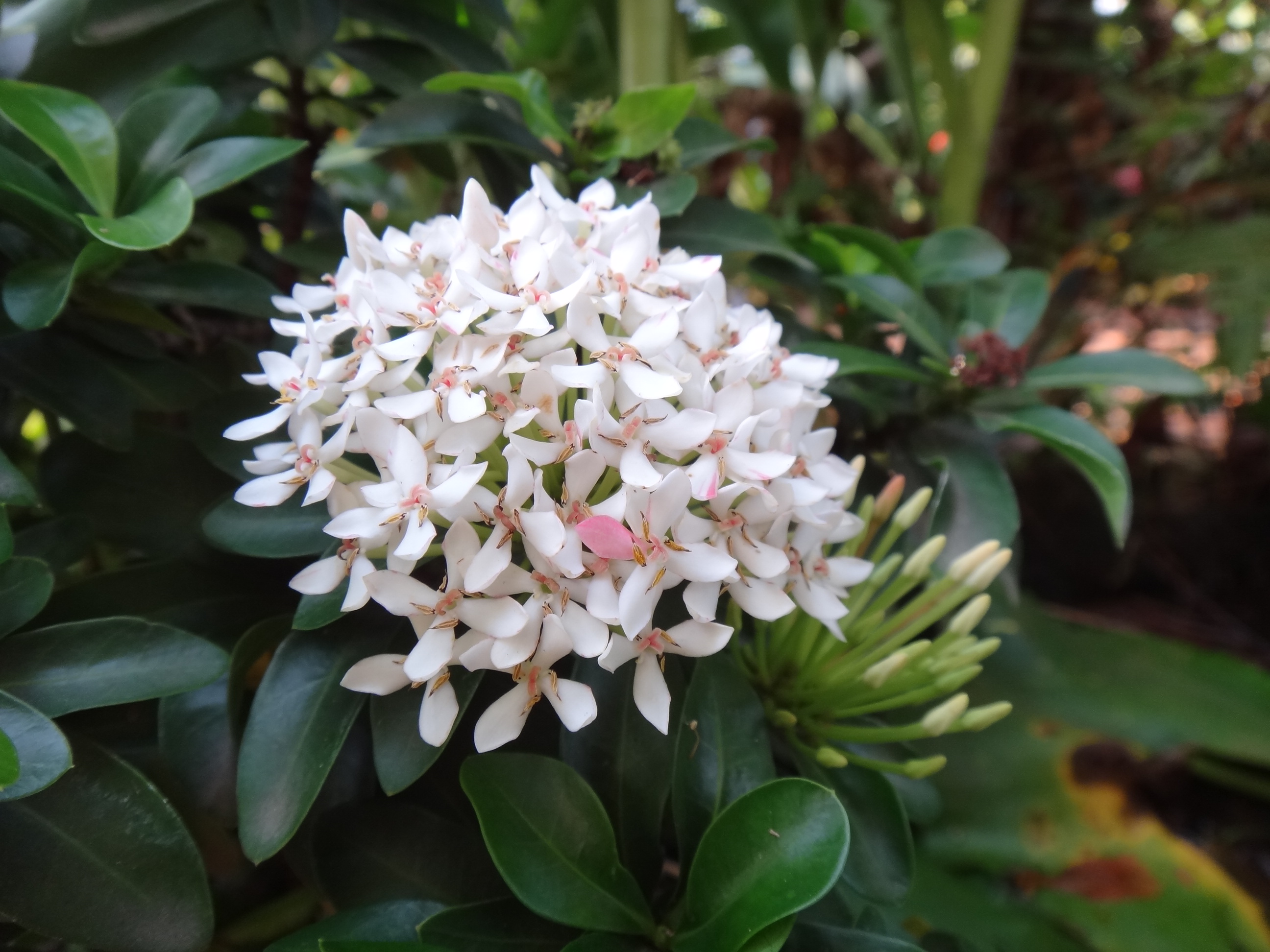
біла Ixora